# Iris Boss

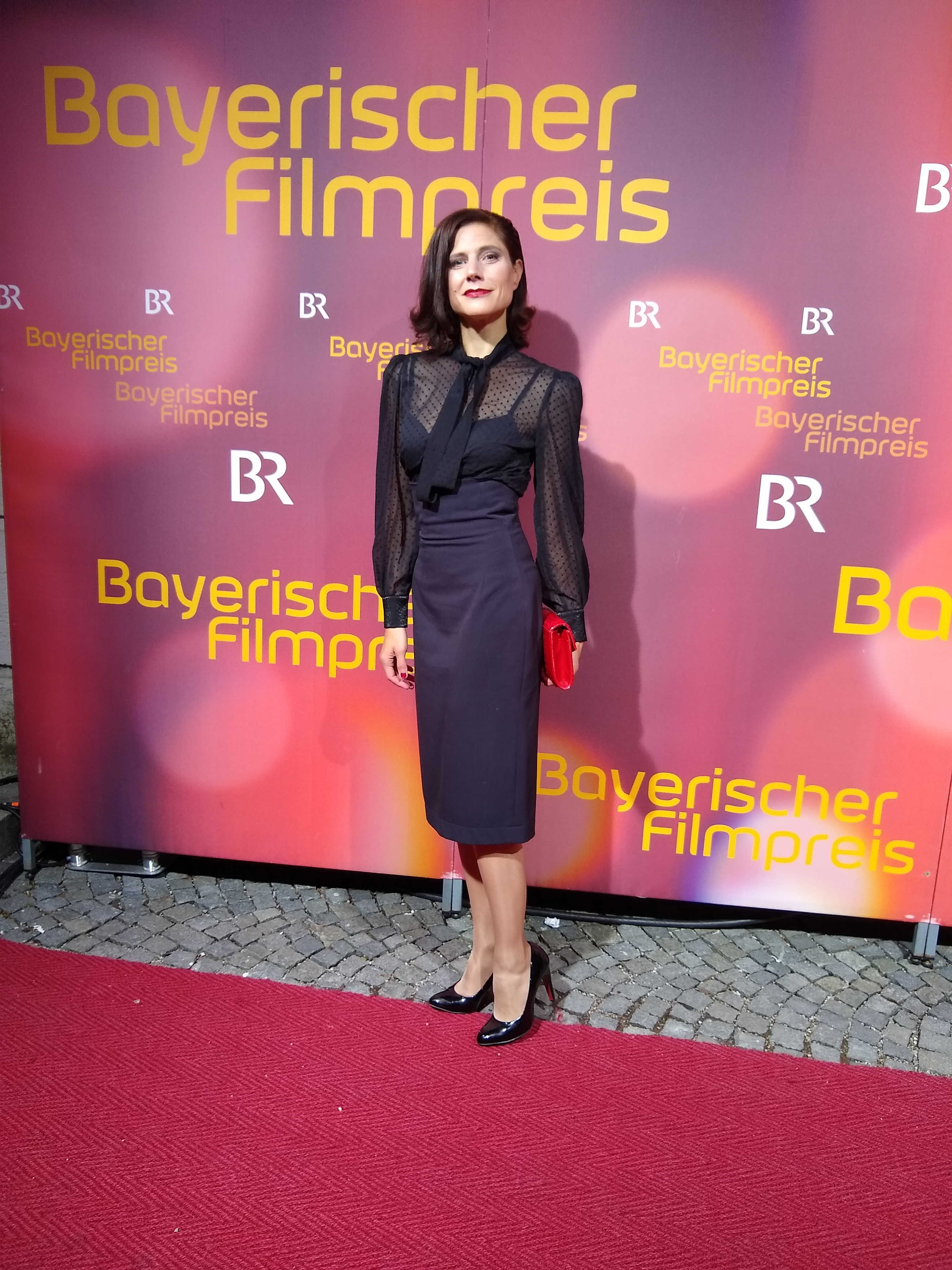
Iris Boss, Verleihung Bayerischer Filmpreis 2019

Iris Boss (* 11. März 1978 in Solothurn) ist eine Schweizer Schauspielerin.

## Leben
Boss sammelte im Kindes- und Jugendalter erste Bühnenerfahrung. Ihr Schauspielstudium an der Universität der Künste Berlin schloss sie im Jahr 2003 mit Auszeichnung ab. Seitdem war sie in zahlreichen Film-, Fernseh- und Theaterproduktionen in Deutschland und in der Schweiz zu sehen. Neben schauspielerischen Engagements hält sie Lesungen, u. a. bei den Berliner Märchentagen, beim Literaturfest Meißen und in der Akademie der Künste in Berlin. Zudem ist sie als Hörspielsprecherin tätig.
Neben Rollen in verschiedenen Kurzfilmen und Nebenrollen in Produktionen für ARD, ZDF und das Schweizer Fernsehen war Iris Boss seit 2015 in mehreren Hauptrollen zu sehen, u. a. in Oboleo (2015) und in Roland Rebers Film Der Geschmack von Leben (2017). Für ihre Rolle in Michael Schaerers Drama Lina erhielt sie 2016 den Publikumspreis der Solothurner Filmtage. Seit 2012 tourt sie regelmässig mit dem Euro-Studio Landgraf durch den deutschsprachigen Raum. Hier war sie u. a. in der Inszenierung des Stücks Frau Müller muss weg! an der Seite von Gerit Kling zu sehen. Bei der Umsetzung von Joseph Roths Novelle Die Legende vom heiligen Trinker mit dem Berliner Sänger Daniel Malheur führte sie erstmals Regie.

## Filmografie
- 2001: Wetka, Kurzfilm (Regie: Patrick Lambertz)
- 2001: Wir werden ja sehen (Regie: Christian Becker)
- 2001: The last couple show (Regie: Arturo Solares)
- 2003: Süden, Kurzfilm (Regie: Nicole Martens)
- 2003: Agent 08/13 (Regie: Johannes Wille)
- 2014: Café Nagler (Regie: Mor Kaplansky)
- 2015: Lina (Regie: Michael Schaerer)
- 2015: Oboleo (Regie: Michael Philipp)
- 2016: Frau Krüger (Regie: Florian Rippert)
- 2016: Die beste Show der Welt (Regie: Florian Teufelhart)
- 2017: Der Geschmack von Leben (Regie: Roland Reber)

## Theaterrollen (Auswahl)
- 2003: Triumph der Provinz (Junges Theater Göttingen, Regie: Torsten Schilling)
- 2004: Bigger, Better, Faster, More (Sophiensäle Berlin, Regie: Esther Steinbrecher)
- 2004: Faust I (Burgfestspiele Bad Vilbel, Regie: Jürgen Kloth)
- 2004: Venedig im Schnee (Neues Theater Hannover, Regie: Jan Bodinus)
- 2009–2011: Meinhof (Theatralia Livorno / Teatro Instabile Berlin, Regie: Manuela Naso)
- 2010: Der Schwester Schatten (Theater unterm Dach Berlin, Regie: Ingrun Aran)
- 2011: Das Blut (Theater im Schokohof Berlin, Regie: Jörg Paschke)
- 2011: Schutt (Volksbühne Berlin, Regie: Thomas Martin)
- 2011: Aufzeichnungen aus dem Untergrund (Theater unterm Dach Berlin, Regie: Ingrun Aran)
- 2012: Ödipus' Klage (Theater unterm Dach Berlin, Regie: Oleg Myrzak)
- 2012–2014: Jenseits von Eden (Euro-Studio Landgraf, Regie: Alexander Schilling)
- 2013–2014: Verbrennungen (Euro-Studio Landgraf, Regie: Lydia Bunk)
- 2013–2017: Frau Müller muss weg (Euro-Studio Landgraf, Regie: Kay Neumann)
- 2017: Ratten in the Box (Regie: Bridge Markland)
- 2017: Der Torpedokäfer (Regie: Hanna Mittelstädt)
- 2017: Die Legende vom heiligen Trinker (Regie: Iris Boss)